# Karagajskij rajon
Il Karagajskij rajon (in russo Карагайский район?) è un municipal'nyj rajon (муниципальный округ) del Territorio di Perm', in Russia; il centro amministrativo è il villaggio di Karagaj.
I principali fiumi del distretto sono l'Obva e il Nerdva.